# Raymond Abad
Pour les articles homonymes, voir Abad.
Raymond Abad est un footballeur et entraîneur français né le 17 décembre 1930 à Marrakech (Protectorat français du Maroc) et mort le 24 août 2018 à Cholet.

## Biographie
Il évolue comme joueur au poste de gardien de but au Limoges FC, puis au FC Grenoble, dans les années 1950 et 1960.
Après avoir raccroché les crampons, Abad devient entraîneur. De 1967 à 1969, il dirige les joueurs du FC Grenoble, club évoluant en Division 2. Puis il rejoint les Chamois niortais, équipe qu'il fait monter de Division d'honneur en Division 3. En 1971, il part au SO Cholet : il y reste cinq saisons et fait monter le club en Division 2 en 1975.

## Statistiques

### Joueur
- 90 matchs et 0 but en Division 1
- 149 matchs et 0 but en Division 2

### Entraîneur
| Équipe           | Nat                  | De   | à    | Statistique | Statistique | Statistique | Statistique | Statistique |
| Équipe           | Nat                  | De   | à    | J           | G           | N           | P           | Vic. %      |
| ---------------- | -------------------- | ---- | ---- | ----------- | ----------- | ----------- | ----------- | ----------- |
| FC Grenoble      | Drapeau de la France | 1967 | 1969 | 78          | 34          | 19          | 25          | 43,59       |
| Chamois niortais | Drapeau de la France | 1969 | 1971 | 48          | 22          | 12          | 14          | 45,83       |
| SO Cholet        | Drapeau de la France | 1971 | 1976 | 152         | 61          | 30          | 61          | 40,13       |